# 大島富五郎
大島 富五郎（おおしま とみごろう、1940年9月13日 - ）は、栃木県塩谷郡藤原町（現・日光市）出身のプロゴルファー。

## 来歴
今市高校では野球部の主将としてチームをまとめ、8つ先輩には作曲家の船村徹がいる。
卒業後は生まれ故郷にオープンした鬼怒川カントリークラブに就職し、所属プロであった中村寅吉の弟子・藤井正五に習ったため、中村の孫弟子を自認している。
その後は静岡・御殿場の富士小山ゴルフ倶楽部で修業を重ね、1964年12月にプロ入りする。
1966年の日本オープンに直近のブロック大会の優勝者として出場権を得て初出場を果たし、2日目には同郷の先輩小針春芳、石井朝夫と回り、イーグルもあって69で回って首位に立った。初対面の小針の穏やかな人柄に緊張感も和らいで行ったが、激しいプレースタイルで、気迫で相手にプレッシャーをかけてくるタイプの石井は、若手に対しても「出る釘は打って鍛える」というのが身上であったため、大島にもきつい言葉を投げてきた。次のホールへ向かう時には小針が近づいて耳元で「大島君、石井が何か言い始まったら、俺の後ろに来てしまうといい……」と言われて落ち着きを取り戻し、69でホールアウトできた。
最終日は佐藤精一・戸田藤一郎との最終組であったが、7番で大島のボールはグリーンから僅かにこぼれ、戸田のボールはカップについたのも同然の近さであった。大島は「ピッチエンドランで……」と心に決めながらグリーンに近づくと、ライン上に戸田のボールがあり、当ててはまずいと思って「マークしていただけませんか」と言ったが、戸田は「なにぃ。これくらいのところを打てないのか」と応じなかった。カップを狙うことより、戸田のボールに当てないようにすることが頭の中をかすめ、時間をかけて狙ったが、急かされているような気分になり、カップを大きく外した。以後はスコアを乱し、77を叩いて圏外に去り、13位に終わる。12位まで出る賞金を逃したが、翌年の7、8戦の出場権を獲得。
1972年には東北地方初の男子プロトーナメント「七夕杯・東北クラシック」では初日を藤井春信・島田幸作・竹間正雄・能田征二・山本善隆と並んでの10位タイでスタートし、2日目には陳健忠（中華民国）・鷹巣南雄・青木功と並んでの2位タイに浮上。3日目には尾崎将司と並んでの2位タイに着け、最終日は尾崎将・青木・今井昌雪と並んでの5位タイに入った。
1972年の美津濃トーナメントでは吉川一雄・久保四郎に次ぐと同時に浦西武光・石井富男・海老原清治と並んでの4位タイに入った。
1976年の関東プロでは初日を中嶋常幸・上原宏一・榎本七郎・今井と共に2アンダー69の7位タイでスタートし、2日目には尾崎将・新井規矩雄・鷹巣・川田時志春・橋本和夫と並んでの10位タイに着けた。
1978年の関東プロでは初日に8番ショートホールでホールインワンを達成し、44歳までに15回を数えたことから「ミスター・ホールインワン」というニックネームが付いたが、名前の語感から「親分」、常に上位に顔を出していたから「月例男」、他には「ショートゲームチャンピオン」というニックネームも付いた。
日本ツアー出場8回、ツアーの上位入賞5位3回、うち2回は予選首位で、最終日最終組を3回経験したほか、残る1回は30位からで、栃木オープンは1972年の第1回と第6回に優勝。
現在は週3日は人工透析に通い、たまにクラブを握ることはあるが、ほとんどは自宅近くの公民館で碁を打ち、悠々自適の日々を送っている。

## 主な優勝
- 1972年 - 栃木オープン[13] [1]
- 1977年 - 栃木オープン[1]